# Urothoe serrulidactylus
Urothoe serrulidactylus is een vlokreeftensoort uit de familie van de Urothoidae. De wetenschappelijke naam van de soort is voor het eerst geldig gepubliceerd in 1955 door K.H Barnard.